# Modelo de utilidade
Modelo de utilidade é um direito de propriedade intelectual semelhante a uma patente para proteger invenções. Este tipo de direito só está disponível em alguns países, dentre eles Angola, Brasil e Portugal.